# جائیج
جائیج یا جاییج (به تاتی: جاج) یکی از محله‌های شهر لواسان در استان تهران است که در گذشته و تا پیش از تأسیس شهرداری لواسان، یکی از آبادی‌های لواسان کوچک بود که به همراه سایر محله‌ها در سال ۱۳۴۹ در شهر لواسان ادغام گردید. این محله همان آبادی است که نام رودخانه جاجرود از آن گرفته شده‌است.
جائیج که بسیاری آن را جاج می نامند، از محله‌های بسیار قدیمی لواسان است. این محله در جنوب غربی محله گلندوک و متصل به آن و در کنار بلوار امام خمینی لواسان و در شمال رودخانه جاجرود واقع است. باغ‌های محله جائیج از آب قنات و رودخانه کندرود(لوارک) مشروب می‌شود و در گذشته ۵ هکتار کشتزار گندم و ۱ هکتار کشتزار جو و ۱ هکتار باغ و قلمستان داشته و محصولش گندم و جو و لوبیا و میوه‌اش سیب و آلبالو بوده که با رشد شهرسازی و شهرنشینی بسیاری از آن باغات و مزارع تبدیل به ویلاها و ساختمان‌های جدیدالاحداث شده‌است که از جمله آن شهرک سپاه، شهرک آزادگان (مخابرات) و شهرک پرواز لواسان است.
دانشنامه ایرانیکا درباب زبان مردم لواسان آورده است : مردم لواسان کاسپینی هستند و زبان بومی آمیخته ای از زبان فارسی و زبان‌های کاسپین هست نزدیک به زبان مازندرانی در روستاهای جنوب شرق لواسان چون وسکاره و ایرا میرسد.

## پیشینه
این محله (آبادی) کهنه و باستانی است و در عهود قدیمه آبادتر و مهم‌تر از دیگر نقاط لواسان  بوده‌است؛ چنانکه نام رودخانه جاجرود به نام این آبادی است و از آن مشتق شده‌است. در کتاب طرائق الحقائق مذکور است که سه دانگ جائیج وقف مدرسه صدر است که از مدارس مشهور طهران است.(شهرک پرواز بر روی اراضی موقوفه جائیج احداث گردیده است).
در باب آثار خرابه‌هایی که صنیع الدوله بدان اشارت کرده، مرحوم دکتر حسین کریمان استاد سابق دانشگاه شهید بهشتی(ملی) محل قصر علی بن کامه دیلمی از سرداران آل بویه و فرمانروایان تبرستان و دیلمستان را در حدود حصارک احتمال داده است و اشارت کرده که در آن حدود قلاع قدیمی نیز وجود داشته که با نام فارسی «کلا» و یا«کلاک» که به معنی قلعه است، خوانده می‌شده(قلعه معرب کلا، کلاک و کلات است) و نام آبادی کلاک و نجارکلا در مدخل راهی که از طریق دره جاجرود، از دماوند به گلندوک و افچه در لواسان می‌رسد، دلیل این دعوی است، چنانکه لشکرک (لشکرگاه) و حصارک مذکور در فوق نیز در سرراه ری به گلندوک و افچه واقع گردیده است . و اگر بنای آن قلاع به بعد از اسلام مربوط باشد، بی‌تردید باید آن را منتسب به مازیار دانست، زیرا وی در کوهستان‌ها قلعه‌ها و در هر جا که گذر راهی نشان می‌دادند یا امکان عبور می‌رفت دربندهایی ساخت، و راه جائیج و گلندوک نیز مدخل رویان و طبرستان است که وی در آنجا پادشاهی داشته‌است . به هر حال آثار کهنه و بلایه آن‌حدود قابل بررسی کامل و هر گونه تحقیق است و این مقدار مطلب در این مقام جهت شناختن عظمت و اعتبار جائیج در روزگار باستان درج افتاد.
در باب تغییرات لفظی و نوشتاری اینچنینی کلمات در زبان فارسی(مانند جاج به جائیج یا بالعکس) که به علت کثرت استعمال به وجود می آیند مثال‌های دیگری چون زاده و زائیده و غیره نیز وجود دارند.

## اماکن مذهبی
در این محله زیارتگاهی به نام امامزاده عبدالله وجود دارد که هر ساله بسیاری از مراسم مذهبی از جمله گردهمایی همه دسته جات عزاداری محله‌های شهر لواسان در ظهر روز عاشورا در صحن اطراف آن که گورستانی قدیمی است، برگزار می‌گردد. این امامزاده به همراه امامزاده فضلعلی ناران لواسان مقدس‌ترین مکان‌های شهر لواسان محسوب می‌گردند.